# Cohenella pronini
Cohenella pronini är en plattmaskart som beskrevs av Timoshkin OA 200. Cohenella pronini ingår i släktet Cohenella och familjen Rhynchokarlingiidae. Inga underarter finns listade i Catalogue of Life.